# Club Deportivo Tenerife
Maillots
Actualités
Le Club Deportivo Tenerife est un club de football espagnol basé à Santa Cruz de Tenerife, dans les îles Canaries. Son président est Paulino Rivero Baute.
Son grand rival est l'UD Las Palmas et chaque rencontre entre les deux équipes donne lieu à ce qu'on appelle le Derby des îles Canaries.

## Histoire
| \| Santa Cruz de Tenerife \| Emplacement de Santa Cruz de Tenerife, en Espagne. |
| Santa Cruz de Tenerife                                                          |

En 1961, le club de Tenerife devient champion d'Espagne de deuxième division, en remportant le groupe Sud. Il évolue ainsi pour la première fois de son histoire en Primera division lors de la saison 1961-1962, mais se voit immédiatement relégué en deuxième division au terme de la saison.

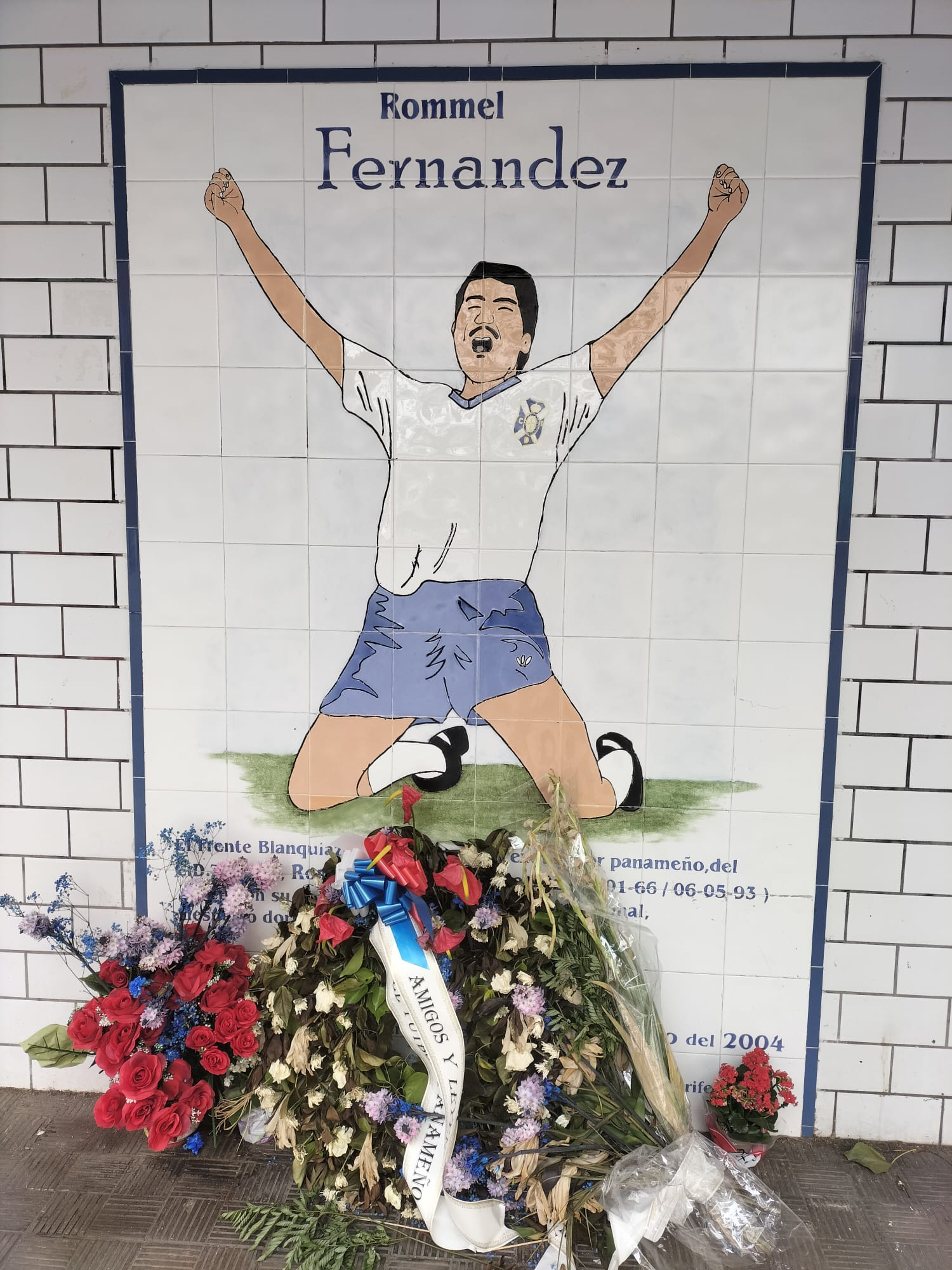
Hommage à Rommel Fernández à l'Heliodoro.

Le club réussit à nouveau à être promu en Primera division lors de l'année 1989. Il reste cette fois-ci dix saisons à ce niveau, avant d'être relégué à l'étage inférieur en 1999. Le club obtient son meilleur classement en première division lors des saisons 1992-1993, et 1995-1996, où il se classe à deux reprises 5e du championnat. Le club atteint également les demi-finales de la Copa del Rey en 1994.
Ces belles performances lui permettent de participer à la Coupe UEFA lors de la saison 1996-1997. Le club élimine l’équipe israélienne du Maccabi Tel-Aviv lors du premier tour, puis l'équipe italienne de la Lazio lors des seizièmes de finale. En huitièmes de finale, il écarte le club néerlandais du Feyenoord Rotterdam. En quarts, il bat le club danois de Brondy. En demi, le club s'incline finalement face à l'équipe allemande du FC Schalke 04.
On retrouve le CD Tenerife en Primera division lors des saisons 2001-2002 puis 2009-2010.

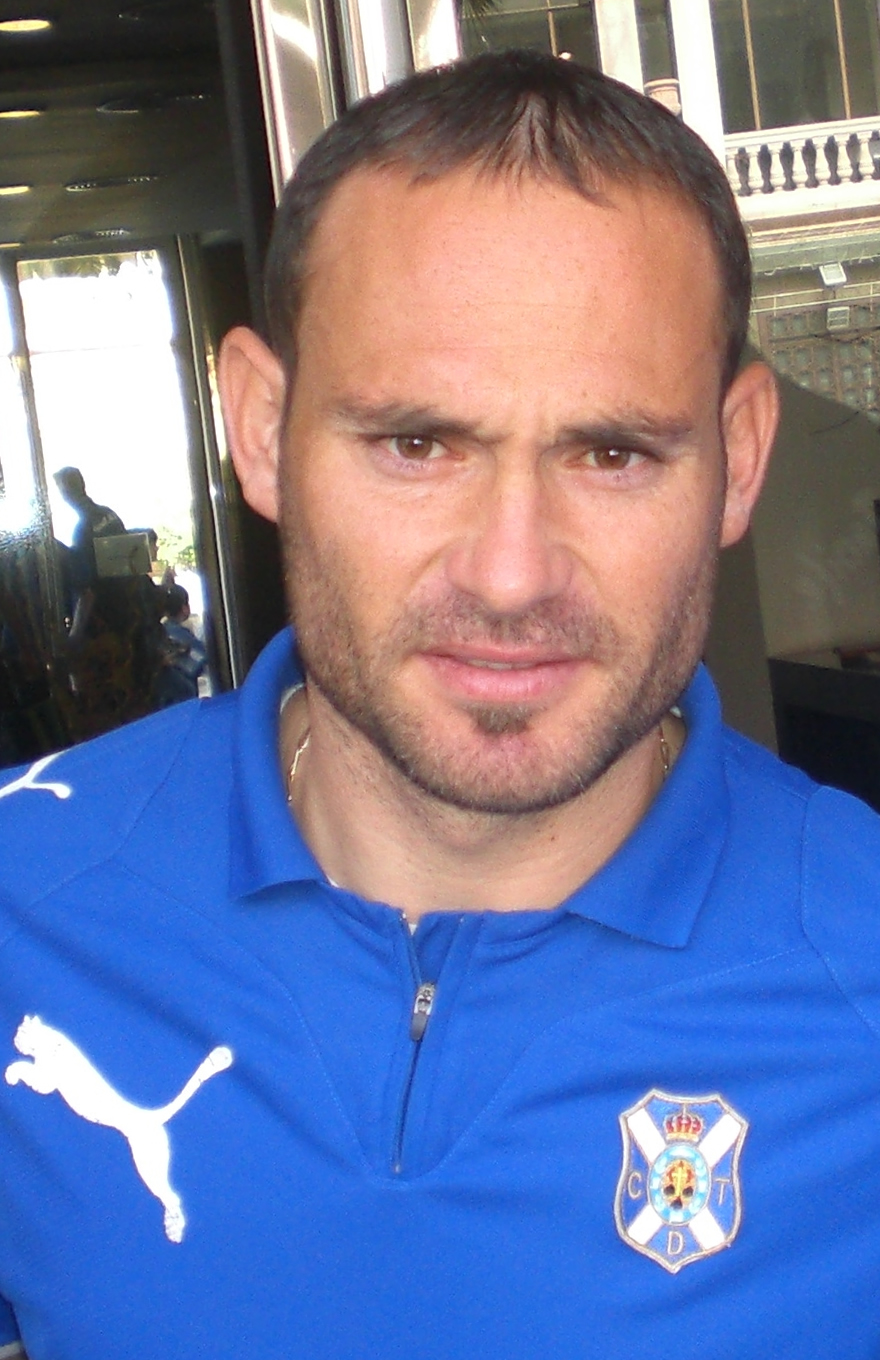
L'attaquant Nino.

## Palmarès et résultats

### Palmarès
| Compétitions nationales | Compétitions internationales                                                               |
| - Championnat d’Espagne de D1 (0) : - Meilleur classement : 5e en 1993 et 1996. - Championnat d’Espagne de D2 (1) : - Champion : 1961. - Championnat d’Espagne de D3 (3) : - Champion : 1971, 1987 et 2013. - Coupe d’Espagne (0) : - Demi-finaliste en 1994. | - Coupe UEFA (0) : - Demi-finaliste : 1997 - Trophée Joan Gamper (1) : - Vainqueur : 1993. |

### Adversaires en Coupes d'Europe
- Schalke 04
- Brøndby IF
- AJ Auxerre
- Olympiakos Le Pirée
- Maccabi Tel Aviv
- Juventus Turin
- Lazio Rome
- Feyenoord Rotterdam

## Joueurs et personnalités du club

### Entraîneurs
Le tableau suivant présente la liste des entraîneurs du club depuis 1953.

### Joueurs emblématiques
- Sizwe Motaung
- David Nyathi
- Robert Enke
- Oliver Neuville
- Christian Bassedas
- Oscar Dertycia
- Esteban Fuertes
- Diego Latorre
- Gerardo Martino
- Hugo Morales
- Marcelo Ojeda
- Pablo Paz
- Martín Posse
- Fernando Redondo
- Aurelio Vidmar
- Meho Kodro
- André Luiz
- César Belli
- Guina
- Daniel Kome
- Francisco Rojas
- Carlos Navarro Montoya
- Carlos Aguilera
- Ángel Arocha
- Rubén Cano
- Chano
- Diego
- Quique Estebaranz
- Albert Ferrer
- Foncho
- Luis García
- Juanele
- Felipe Miñambres
- Mista
- Luis Molowny
- José Manuel Ochotorena
- Pier
- Juan Antonio Pizzi
- Curro Torres
- Víctor
- Voro
- Brimah Razak
- Juvenal
- Frantz Bertin
- Bryan Acosta
- Juan Carlos García
- Anthony Lozano
- Ramón Maradiaga
- Gilberto Yearwood
- Gal Alberman
- Gaku Shibasaki
- Moulay El Gharef
- Gerardo Torrado
- Rommel Fernández
- Roy Makaay
- José del Solar
- Percy Olivares
- Tomasz Frankowski
- Bino
- Domingos Paciência
- Pavel Hapal
- Marcel Sabou
- Igor Simutenkov
- Sylvain N'Diaye
- Miroslav Đukić
- Veljko Paunović
- Samuel Slovák
- Haythem Jouini
- Adolfo Zeoli
- Slaviša Jokanović
- Julio Álvarez
- Dani Hernández
- Jonay Hernández

## Structures du club

### Structures sportives

#### Stades

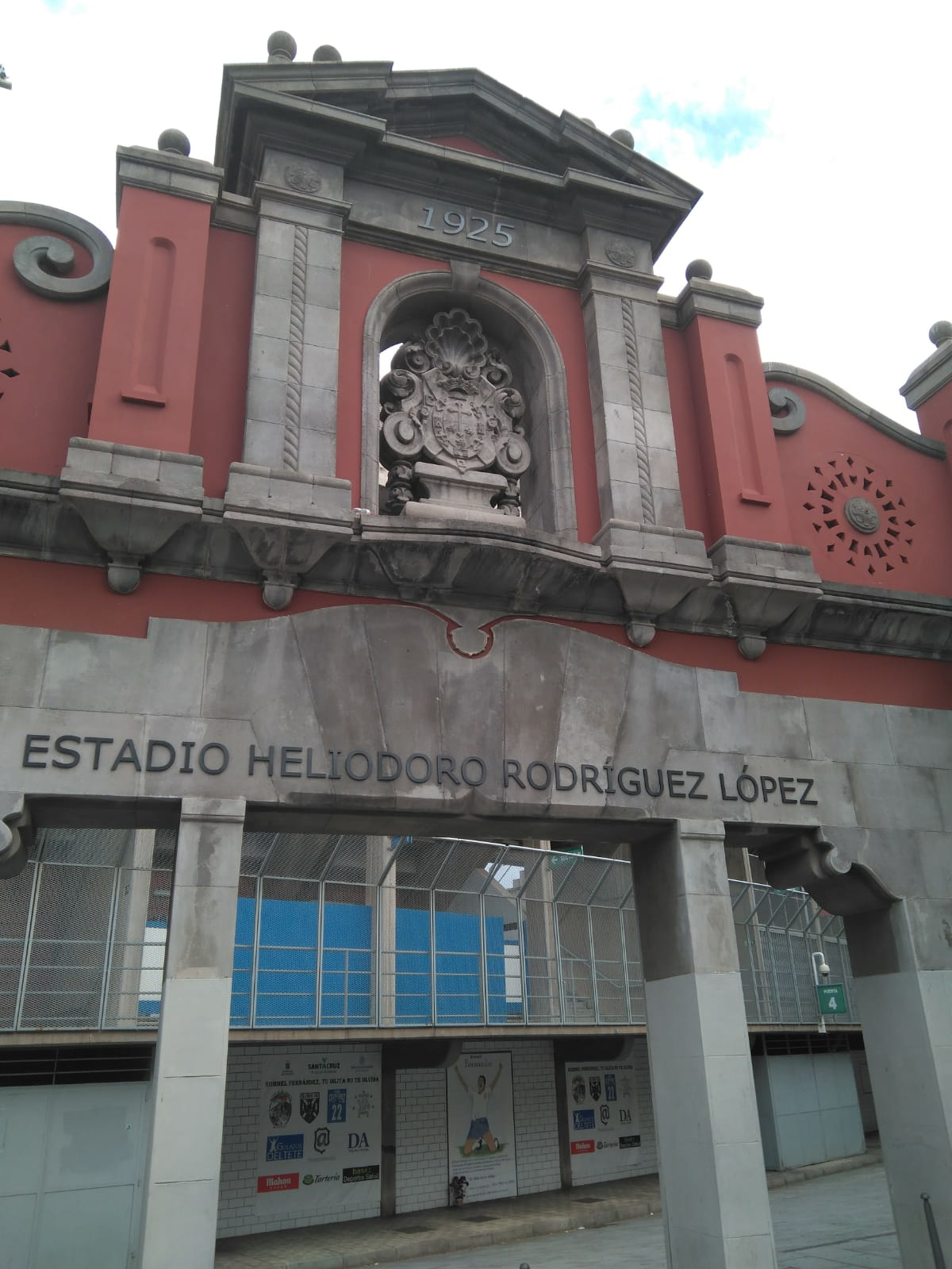
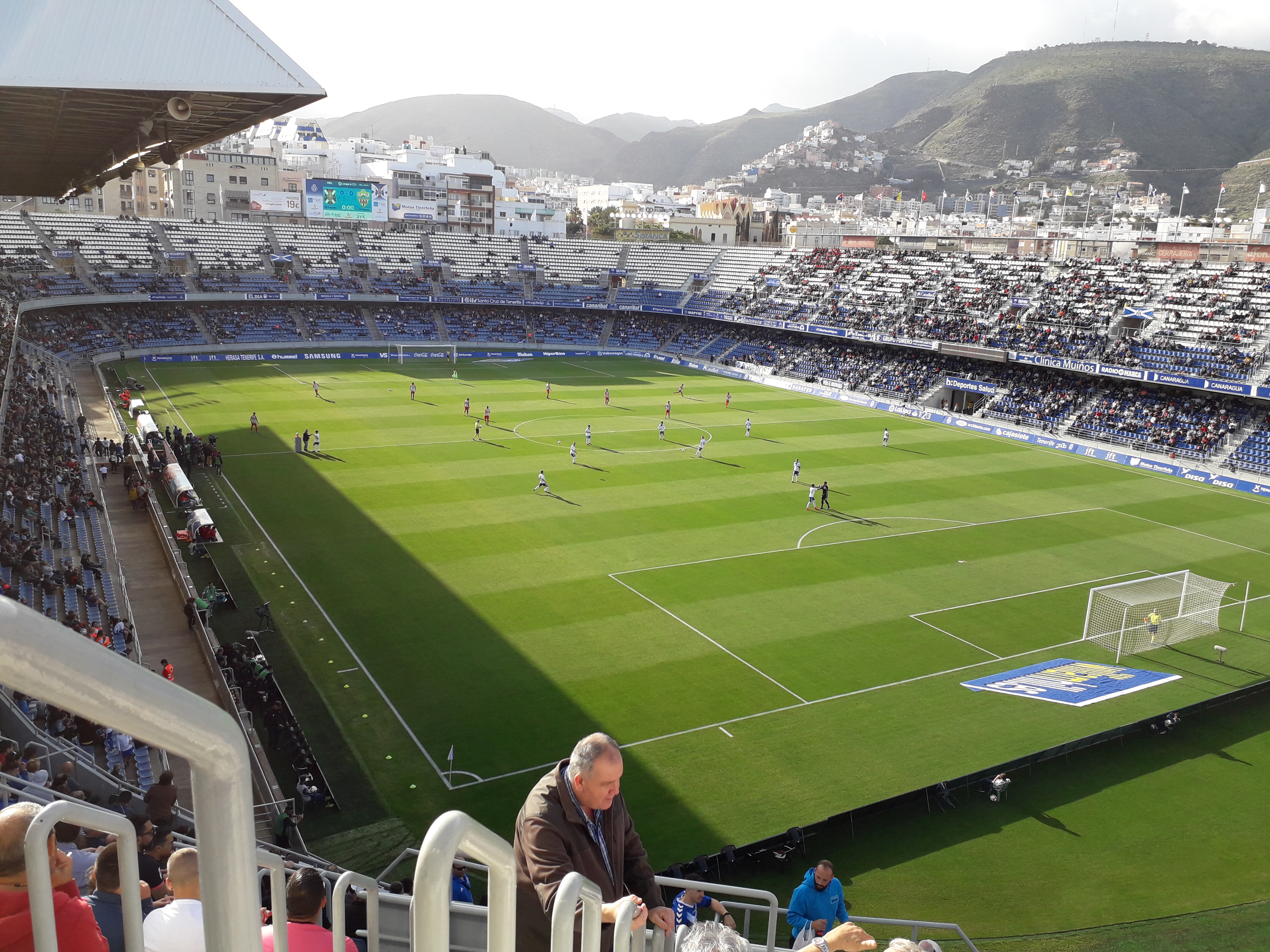

Le Club Deportivo Tenerife évolue dans une enceinte de 23 000 places inaugurée en 1925.